# Playmobil-Luther
Der Playmobil-Luther ist eine von dem Zirndorfer Unternehmen Geobra Brandstätter seit Februar 2015 als Sonderfertigung des Systemspielzeugs Playmobil hergestellte 7,5 Zentimeter große Spielfigur aus Kunststoff, die den deutschen Reformator Martin Luther darstellt. Auftraggeber sind die Evangelische Kirche in Deutschland und die Congress- und Tourismus-Zentrale Nürnberg. Das Spielzeug sollte als „Reformationsbotschafter“ der Vorbereitung auf das Reformationsjubiläum 2017 dienen.

## Beschreibung
Die 7,5 Zentimeter große Kunststofffigur mit beweglichen Händen, Armen, Beinen und Kopf entspricht in der Grundform dem Playmobil-Systemspielzeug. Sie zeigt einen lächelnden Mann mit schwarzem Talar und schwarzem Barett. In einer Hand hält sie einen weißen Federkiel, in der anderen eine aufgeschlagene Bibel.
Die aufgeschlagene Bibel trug in der ersten Auflage von 2015 auf der linken Seite die vierzeilige Aufschrift „Bücher / des Alten / Testaments / ENDE“. Die rechte Seite zeigte den sechszeiligen Schriftzug „Das Neue / Testament / übersetzt / von / Doktor / Martin Luther“. Für die zweite Auflage wurde lediglich im Text der linken Seite das Wort ENDE entfernt.
Auf einem der Produktverpackung beigelegten Faltblatt sind auf einer Deutschlandkarte 36 Orte als „Luthers Wirkungs- und Lebensstationen“ markiert. Ein über der Karte angegebener Weblink führt auf eine von der Deutschen Zentrale für Tourismus betriebene Website mit Werbung für Veranstaltungen, die im Zusammenhang mit dem Reformationsjubiläum stehen.
Das Spielzeug ist laut Verpackungs-Aufschrift für die Altersgruppe von 4 bis 99 Jahren geeignet. Die erste Auflage hatte die Produktnummer 6099. Die mit leicht veränderter Bibel und entsprechend geändertem Verpackungskarton neu aufgelegte Figur hat die Produktnummer 9325. Beide Ausführungen zeigen auf der Vorderseite der Verpackung ein Foto der Spielfigur und in der rechten oberen Ecke der Verpackungs-Vorderseite das offizielle Logo „Luther 2017“ der Luther-Dekade und des Reformationsjubiläums. Bei beiden Auflagen ist dieses Logo der einzige schriftliche Hinweis auf Martin Luther auf der Verpackung.

## Idee und Entwurf

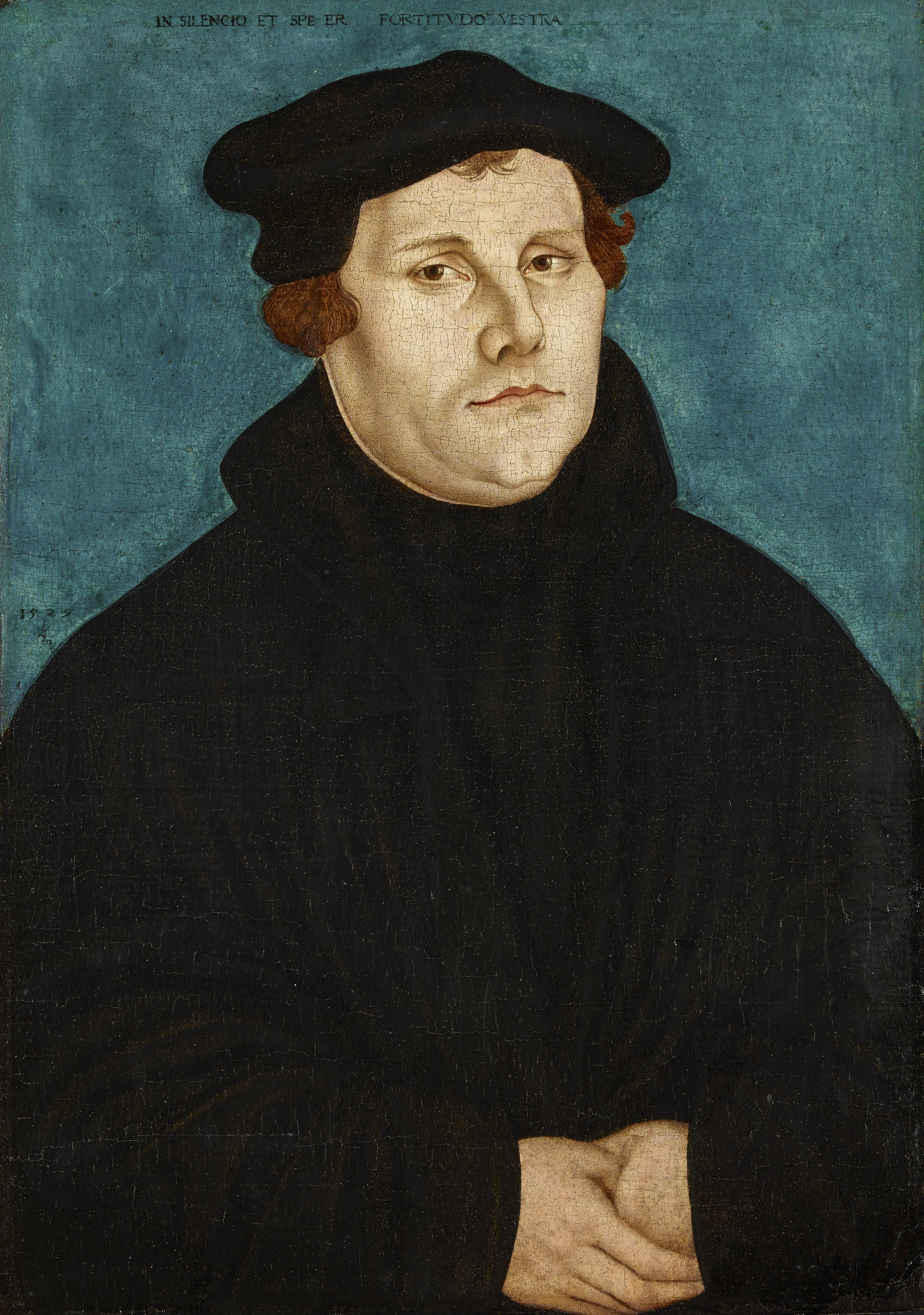
Martin Luther mit Talar und Barett, Werkstatt Lucas Cranach d. Ä., 1529, Deutsches Historisches Museum, Berlin

Die Idee zu der Spielfigur geht auf die Congress- und Tourismus-Zentrale Nürnberg zurück, die bereits 2012 anlässlich einer Dürer-Ausstellung im Germanischen Nationalmuseum eine Playmobil-Figur Albrecht Dürers in Auftrag gegeben hatte. An der Umsetzung waren neben dem Hersteller Geobra Brandstätter die Deutsche Zentrale für Tourismus und ein Vertreter der Evangelisch-Lutherischen Kirche in Bayern beteiligt.
Für die Gestaltung der Figur wurde das Lutherdenkmal in Lutherstadt Wittenberg als Vorbild gewählt. Dieser am Reformationstag 1821 enthüllten Bronzestatue von Johann Gottfried Schadow sind insbesondere die Darstellung Luthers im Talar und die aufgeschlagene Bibel in seiner Hand entlehnt. Die Statue zeigt allerdings einen barhäuptigen Luther. Die Ausführung der Spielfigur mit einem schwarzen Barett folgt zahlreichen zeitgenössischen Porträts Martin Luthers.
Da die Entwicklung von Einzelteilen der Playmobil-Figuren jeweils mehrere Tausend Euro kostet, wurden für den Playmobil-Luther ausschließlich bereits im Sortiment vorhandene Teile verwendet. Lediglich die Farbgebung bewirkt die Luther-typische Erscheinung. So wurden für Luthers Talar ein Vampir-Umhang und für seine Kopfbedeckung ein Polizeibarett aus dem Sortiment genutzt. Die Figur wird in einer Produktionsstätte auf Malta hergestellt.

## Verkaufserfolg
Die Spielfigur wird als Einzelfigur im Spielwarenhandel, in Internetshops und Verkaufsstellen der evangelischen Kirchen und in Souvenirshops historischer Stätten angeboten. Die Erstauflage von 34.000 Stück war innerhalb von 72 Stunden vergriffen. Bis Januar 2016 wurden 400.000 Figuren verkauft, im April 2017 waren es bereits 750.000 Figuren. Bis Mitte 2017 wurden mehr als eine Million Figuren abgesetzt. Der Playmobil-Luther ist die erfolgreichste Einzelfigur in der Geschichte von Playmobil und löste darin bereits früh die 2012 aufgelegte Figur Albrecht Dürers ab. Von dieser Figur wurden etwas mehr als 100.000 Stück verkauft.
Nach Angaben eines Vertreters der Congress- und Tourismus-Zentrale Nürnberg wird die Produktion so lange fortgesetzt, wie eine Nachfrage nach den Figuren besteht. Die von Internet-Anbietern aufgestellte Behauptung, es handele sich um eine limitierte Auflage, sei falsch.

## Antisemitismus-Vorwurf

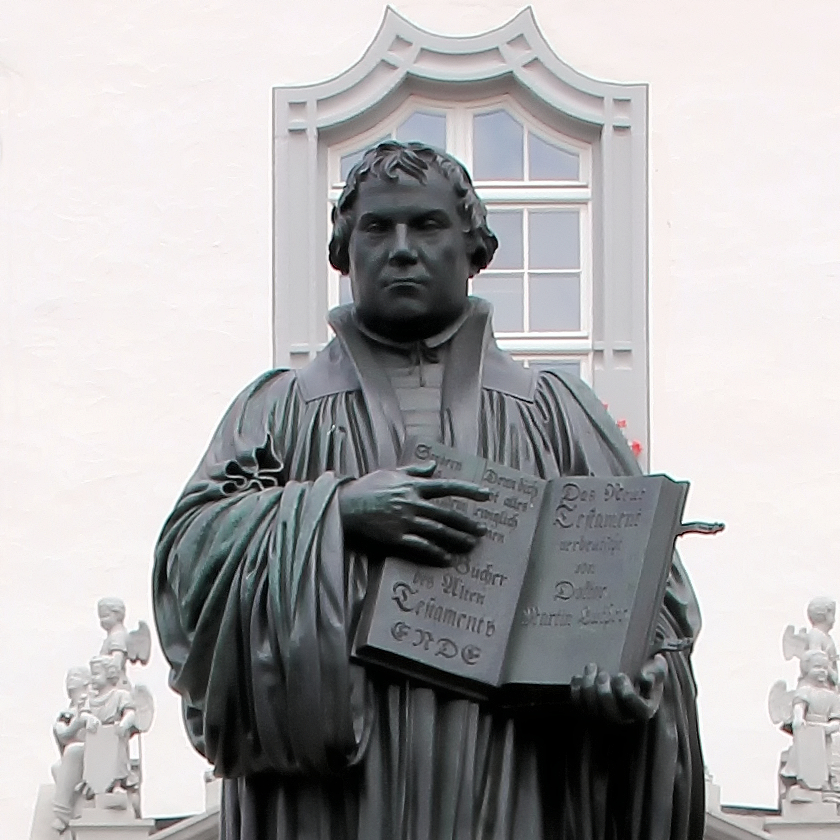
Detail-Ansicht des Lutherdenkmals, mit aufgeschlagener Bibel

Auf der linken Seite der Bibel stand in der ursprünglichen Version der Figur „Bücher des Alten Testaments ENDE“. Das war ein Teil des auch auf der Bibel des Lutherdenkmals in Wittenberg lesbaren Textes. Der Publizist Micha Brumlik kritisierte das in einer Kolumne in der Berliner Tageszeitung als „antijudaistisch, wenn nicht gar antisemitisch“. Die dargestellte Bibel werde dem Betrachter vorgehalten. Anderenfalls, wenn die Figur selbst als lesend dargestellt sei, müsste der Text auf dem Kopf stehen. Zudem werde das Wort „Ende“, anders als in Luthers Übersetzung, durch die Schriftgröße typografisch hervorgehoben. Dafür dürfte es keinen anderen theologischen Grund geben, als das Alte Testament und seine Gültigkeit für beendet und für überwunden anzusehen.
Brumlik wies darauf hin, dass auch die nationalsozialistischen „Deutschen Christen“ das Alte Testament als veraltet und überkommen bezeichnet hatten. Zudem sei Martin Luther mit seiner antijüdischen Schmähschrift Von den Juden und ihren Lügen einer der Gründerväter des modernen Antisemitismus gewesen. Die „Deutschen Christen“ hätten diese Schrift während der Novemberpogrome 1938 „empathisch gefeiert“. Brumlik schlug vor, das Wort „Ende“ entweder fortzulassen oder es zumindest auf die gleiche Schriftgröße wie den übrigen Text zu verkleinern.
Volker Jung, der Kirchenpräsident der Evangelischen Kirche in Hessen und Nassau, erklärte vor der hessen-nassauischen Kirchensynode, dass auch ihn das Wort „Ende“ irritiere. Es könne so verstanden werden, dass das Alte Testament durch das Neue Testament abgelöst und damit abgewertet werde.
Sowohl Brumlik als auch Jung hatten bereits 2015 anlässlich eines Streits unter Theologen zur Frage der Gültigkeit des Alten Testaments Stellung bezogen. Seinerzeit erklärte Brumlik dazu, der Vorschlag, das Alte Testament aus dem christlichen Kanon zu entfernen, sei „natürlich auch eine Aussage gegen das Judentum“. Jung bezeichnete den Streit als Debatte, die den „Kern der Theologie berührt“ und wies das Ansinnen, das Alte Testament zu den Apokryphen zu stellen, als „abwegig und irritierend“ zurück.
In der seit dem 20. März 2017 verkauften Neuauflage der Figur fehlt das Wort „ENDE“, um diesen Eindruck zu vermeiden. Das rief wiederum vereinzelte Kritik hervor. Dem Neuen Testament zufolge sei eine Ablehnung des „Endes“ des Alten Testaments unmittelbar eine Ablehnung Jesu Christi selbst.

## Rezeption
Der evangelische Kirchenhistoriker Thomas Kaufmann nannte die Vermarktung Luthers „banal, erbärmlich, albern“. Dies bezog er auf Produkte zum Reformationsjubiläum, wie ein Luther-Bier und den Playmobil-Luther. Es sei nicht hinnehmbar, dass „auch die evangelische Kirche Produkte dieser Art vertreibt“.
Auf die Kritik an einzelnen Produkten zum Reformationsjubiläum erklärte der Vorsitzende der Evangelischen Kirche in Deutschland, Heinrich Bedford-Strohm, am Neujahrstag 2017, man solle die Debatte um solche Werbeartikel „nicht zu hoch hängen“. Bei den Feiern gehe es nicht „um Luther-Playmobilfiguren, Luther-Socken oder Reformationsbonbons“. Diese seien lediglich „Türöffner für das Hören auf die Botschaft Christi“. Bedford-Strohm gab im Juni 2017 an, dass ihm die Figur begegne, wo immer er in der Welt unterwegs sei, in Südafrika, Ruanda oder den USA. Die Figur sei „kein Klimbim“. Eltern kauften ihren Kindern diese Figur, weil sie spürten, dass sie mehr zu bieten habe „als Darth Vader oder Spiderman“.
Ausgehend von der Kölner Lutherkirche wurden vor dem Reformationstag 2017 an 95 europäischen Orten Playmobil-Lutherfiguren eingeschmolzen, in eine Form mit dem Anfangsbuchstaben der jeweiligen Stadt gegossen und dann nach Köln gebracht. Dort wurden sie im Atrium der Kirche ausgelegt. Die Kunstaktion war initiiert von Pfarrer Hans Mörtter und dem Musiker Rochus Aust. Sie sollte kritisch auf die Kommerzialisierung des Reformators und auf seine Reduzierung auf ein Spielzeug hinweisen.
Die Figur wurde in die Dauerausstellung des Lutherhauses Eisenach aufgenommen und wird dort im Abschnitt zur kulturellen Wirkung der Lutherbibel gezeigt.

## Großfigur
Als großformatige Werbefigur für den Einsatz bei Veranstaltungen wurden etwa 1,40 Meter hohe und an der breitesten Stelle einen Meter breite Figuren angefertigt. Sie folgen in ihrer äußeren Erscheinung dem Vorbild der Spielfiguren, sind aber keine maßstabsgetreue Vergrößerung. Die großen Figuren werden von evangelischen Einrichtungen für Kirchenfeste und andere Veranstaltungen ausgeliehen.